# توکای درختزار
توکای درختزار (نام علمی: Hylocichla mustelina) یک پرنده گنجشک‌سان آمریکای شمالی از خانواده توکایان (Turdidae) است و تنها گونه‌ای است که در سرده Hylocichla جای دارد. ارتباط نزدیکی با توکاهای دیگر مانند سینه‌سرخ آمریکایی دارد و به‌طور گسترده در سراسر آمریکای شمالی پراکنده است و در آمریکای مرکزی و جنوب مکزیک زمستان‌گذرانی می‌کند. توکای درختزار پرنده رسمی ناحیه کلمبیا است.

## پراکندگی و زیستگاه
محدوده زادآوری توکای درختزار از منیتوبا، اونتاریو و نوا اسکوشیا در جنوب کانادا تا شمال فلوریدا و از سواحل اقیانوس اطلس تا رودخانه میسوری و دشت‌های بزرگ شرقی گسترش می‌یابد. در زمستان از طریق پاناما در آمریکای مرکزی به جنوب مکزیک مهاجرت می‌کند، بیشتر در مناطق پست در امتداد سواحل اقیانوس اطلس و اقیانوس آرام دیده می‌شود. معمولاً در هفته اول آوریل به ساحل خلیج آمریکا می‌رسد. مهاجرت پاییزی معمولاً از میانهٔ اوت آغاز می‌شود و تا میانهٔ سپتامبر ادامه می‌یابد. مهاجرت در شب صورت می‌گیرد، به آنها این امکان را می‌دهد که جهت خود را از ستاره‌ها بیابند و با تشخیص میدان مغناطیسی زمین جهت‌گیری خود را انجام دهند.

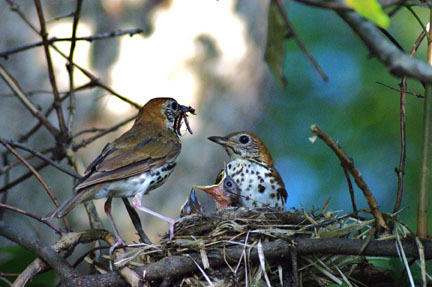
آشیانه‌سازی در پنسیلوانیا، ایالات متحده آمریکا